# Танзих
Танзи́х (араб. تنزيه‎ —  очищение, отрешение от всего дурного и недостойного‎) — исламский термин, который обозначает отрицание применимости к Аллаху каких бы то ни было характеристик (аусаф) и границ (худуд) ввиду отсутствия среди творений Аллаха чего-либо, что было бы подобно ему. Антонимом термина танзих служил термин ташбих.

## Понятие танзиха в различных течениях
Сифатиты и мушаббихиты квалифицировали танзих как татиль. Мутазилиты включали отрицание наличия у Аллаха атрибутов (сифат), которые отличны от его сущности, а восточные перипатетики (фаласифа) — положительных атрибутов.
В спекулятивном суфизме танзих означал трансцендентность Аллаха как абсолютного единства бытия (вахдат аль-вуджуд), а ташбих — имманентность его тварному миру, в коем все вещи суть теофании, самопроявления (таджаллият) Аллаха; причём имелось в виду, что поскольку доступный людям танзих тоже имеет тварную природу, то подлинный танзих предполагает и ведомую одному только Аллаху отрешённость его от этого тварного танзиха. Синонимами танзиха выступали термины такдис и тасбих. Тасбих иногда обозначал отрицание существования у Аллаха какого-либо соучастника (шарик) или присущности ему какого-то недостойного качества (слабость, неспособность и др.).

## Татиль
Исламские богословы использовали термин тати́ль (араб. تعطيل‎ —  лишение‎) для характеристики учений, в которых утверждается хотя бы одно из шести перечисленных ниже положений:
1. мир лишается Творца — например, в учении «некоторых дахритов» утверждается случайное происхождение мира;
2. Творец лишается творения — например, в учении дахритов утверждается извечность мира;
3. Творец лишается атрибутов, имён и характеристик — как в случае с учениями «некоторых древних философов», «крайних» шиитов и батинитов;
4. Творец лишается сущностных и имеющих положительный смысл атрибутов — как в случае с учением восточных перипатетиков (Ибн Сины и др.), которые наделяли Аллаха лишь соотносительными (идафа) и негативными (сальб) атрибутами;
5. Творец лишается извечных сущностных, свойственных ему самому атрибутов — например, в учении мутазилитов о таухиде;
6. текстуальное содержание Корана и сунны лишается заключенного в нём смысла — то есть «ясные» по своему смысловому содержанию священные тексты (насс) подвергаются символико-аллегорическому толкованию (тавиль)[3].

Во всех этих значениях термины татиль и муаттила имели предосудительный смысл, который применялся при характеристике мыслителей, «лишавших» Аллаха упоминаемых в пунктах 3—5 атрибутов, имен и характеристик. Сами же эти мыслители квалифицировали соответствующую свою точку зрения как танзих, противопоставляя её ташбиху.